# Macrobio (nome)
Macrobio  è un nome proprio di persona italiano maschile.

## Varianti
- Femminili: Macrobia[2]

### Varianti in altre lingue
- Basco: Makrobio
- Catalano: Macrobi[3]
- Francese: Macrobe
- Greco antico: Μακροβιος (Makrobios)[3]
- Latino: Macrobius[1]
- Polacco: Makrobiusz
- Portoghese: Macróbio
- Russo: Макробий (Makrobij)
- Spagnolo: Macrobio[3]
- Ucraino: Макробій (Makrobij)

## Origine e diffusione
Deriva dal greco antico Μακροβιος (Makrobios), composto da (makros, "lungo", "grande") e (bios, "vita"); ha quindi il significato augurale di "che ha lunga vita", "longevo".

## Onomastico
L'onomastico si festeggia generalmente in memoria di san Macrobio, martire a Tomi con altri compagni sotto Licinio, commemorato il 15 settembre (precedentemente il 13); un altro santo con questo nome, martire con altri compagni a Damasco, era commemorato nel vecchio martirologio in data 20 luglio.

## Persone
- Ambrogio Teodosio Macrobio, filosofo, scrittore e funzionario romano
- Macrobio Longiniano, politico romano

## Il nome nelle arti
- Macrobio è un personaggio del melodramma di Gioachino Rossini La pietra del paragone.